# 宗座圣多玛斯大学

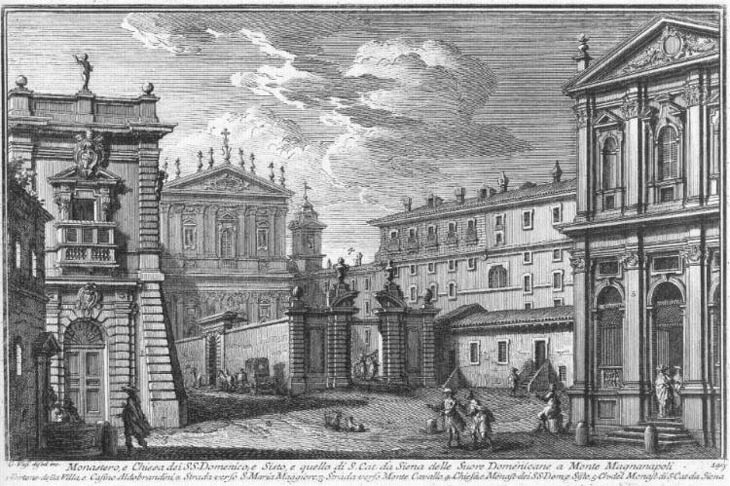

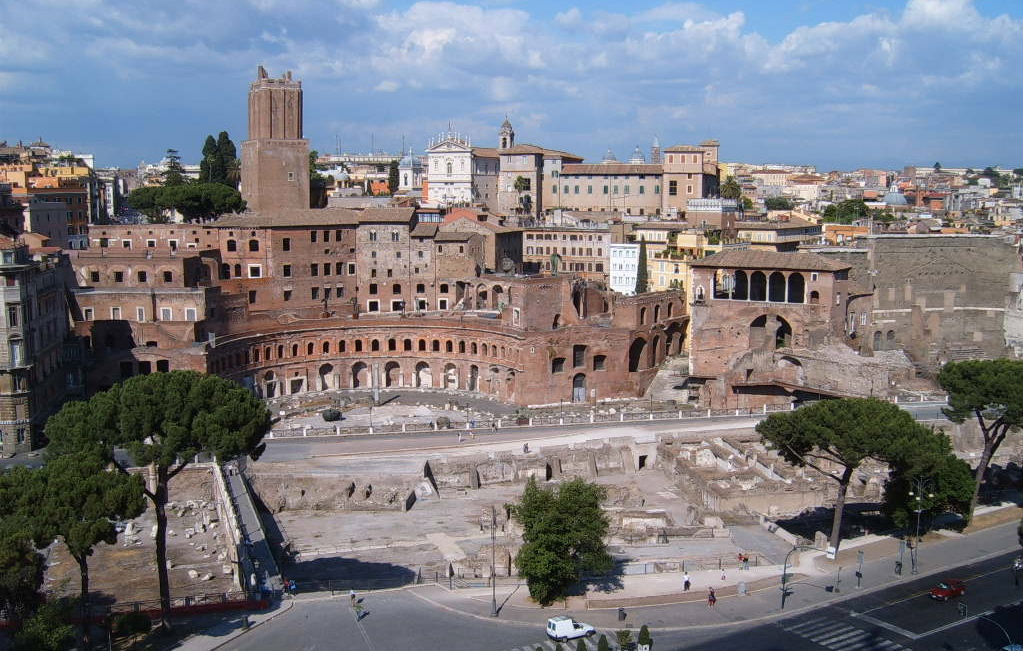
宗座圣多玛斯大学及校内的圣道明圣西斯笃堂，毗邻图拉真广场、图拉真市场以及民兵塔

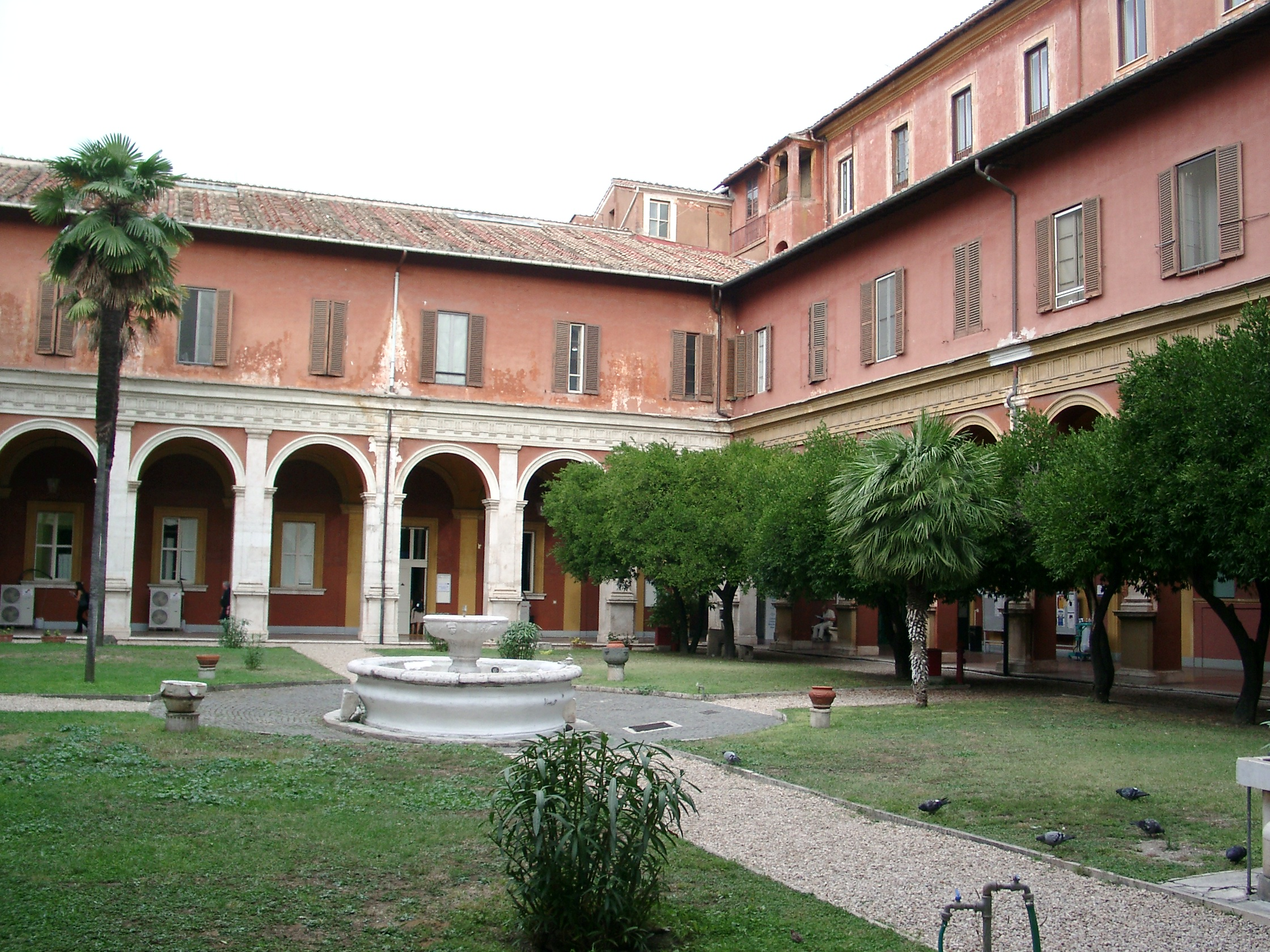

罗马城内宗座圣多玛斯·阿奎那研究大学（拉丁文: Pontificia Studiorum Universitas a Sancto Thoma Aquinate in Urbe，又名“Angelicum”或“天使大学”)是一所宗座大学，以神圣罗马教会的圣师、天使博士多马斯·阿奎那命名。该校位于意大利罗马的历史中心，学校会院坐落于七丘之一的奎林那山顶，并毗邻古罗马广场遗迹群。该校由天主教修会道明会管理。该校设有神学、哲学、教会法和社会科学四个系，并天主教研究所、教会之母研究所、若望·保禄二世跨宗教研究所、若望·保禄二世神学研究所、普世合一运动研究所、教会历史研究所、Adjuvantes ONLUS 基金会、多玛斯研究所、灵修神学研究所、圣经学研究所。大学的历史可追溯至13世纪在罗马创立的道明会修会学院。天使大学是基督宗教和天主教会重要神学基础之一的圣多马斯主义神学和哲学的重要研究重镇。圣多玛斯·阿奎那常年在这所大学教授神学和哲学，并于1265 年开始在这里开始撰写神学教材，也就是他最著名的著作《神学大全》。如今，圣多玛斯·阿奎那大学以英语和意大利语授课，学生来自约100个不同国家，并与世界各地的学术机构保持密切合作关系。著名校友有嘉禄·若瑟·沃伊蒂瓦——即神圣罗马教會的第 264 任教宗、宗徒之长圣伯多禄的第 263 任继承人、罗马主教圣若望·保禄二世，以及罗伯多·方济各·普雷沃斯特——即神圣罗马教會的第 267 任教宗、宗徒之长伯多禄的第 266 任继承人、罗马主教良十四世。
该校目前为男女同校，颁发神学、哲学、教会法、社会科学以及相关领域的本科和研究生学位证书和文凭。课程母亲主要以英语和意大利语讲授。教师和学生都兼有神职人员和平信徒以及其他其他基督宗派和非基督宗教学者、学生，他们来自世界各地。

圣多玛斯·阿奎那大学的办学宗旨在体现该会的福音神恩：向万民宣讲并教导耶稣基督的真理。正如“天使博士”圣多玛斯·阿奎那所作的那样，当代学生也透过翻阅启示之书、自然之书与经验之书来学习，这些经典著作揭示了教会活的传统之内在之书——这是一部关于天主圣言成为血肉、居于我们中间的传统。

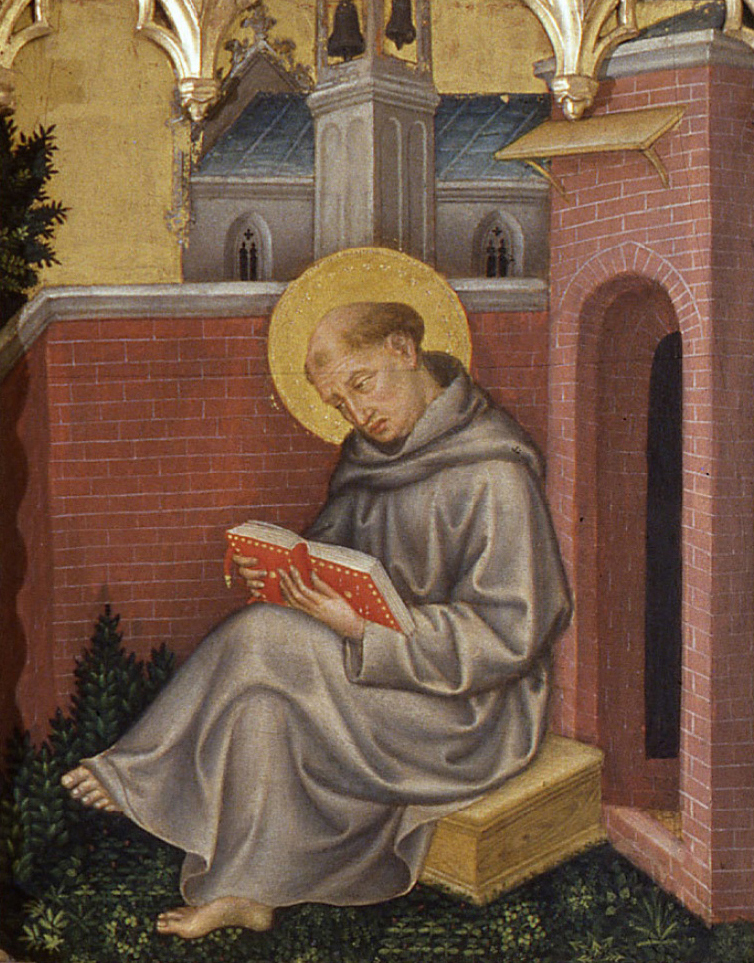
“天使聖師”托马斯·阿奎那